# Мартин Еймис
Мартин Еймис (на английски: Martin Amis) е английски писател.
Известен е със своите постмодерни, иронични, гротескови и изпълнени с черен хумор романи. Творчеството на Еймис се занимава с абсурдността на постмодерната ситуация и излишъка и ексцеса на къснокапиталистическото западно общество. Неговите романи получават противоречиви оценки от критиката, вариращи от възторжени похвали до унищожителни отзиви (особено за по-късните му произведения); но като цяло в съвременната британска литература той е смятан за изключителен и оригинален стилист и важен представител на постмодернизма.
Негов баща е писателят Кингсли Еймис, който открито декларира, че не харесва творчеството на сина си и може да посочи точния момент, когато спрял да чете „Пари“ (най-известния роман на Мартин) и захвърлил книгата във въздуха – това е сцената, в която като герой в романа се появява самият автор.
Мартин Еймис предизвиква широка публична реакция и с ярко заявената си антиислямска позиция, предизвикала етикета blitcon (от „британски литературен консерватор“).
Мартин Еймис умира от рак на хранопровода на 19 май 2023 година в Лейк Уорт Бийч, щата Флорида, САЩ.

### Романи
- The Rachel Papers (1973)
- Dead Babies (1975)
- Success (1978)
- Other People (1981)
„Другите“. Прев. Ангел Игов. ИК „Фама“, 2006
- Money (1984)
„Пари“. Прев. Милен Русков. ИК „Фама“, 2008
- London Fields (1989)
„Лондонски поля“. Прев. Надя Баева. ИК „Колибри“, 2017
- Time's Arrow: Or the Nature of the Offence (1991)
- The Information (1995)
- Night Train (1997)
- Yellow Dog (2003)
- House of Meetings (2006)
„Дом за свиждане“. Прев. Зорница Христова. ИК „Фама“, 2006
- The Pregnant Widow (2010)
- Lionel Asbo: State of England (2012)
- The Zone of Interest (2014)

### Сборници с разкази
- Einstein's Monsters (1987)
- Two Stories (1994)
- God's Dice (1995)
- Heavy Water and Other Stories (1998)
- Amis Omnibus (omnibus) (1999)
- The Fiction of Martin Amis (2000)
- Vintage Amis (2004)

### Пиеси
- Saturn 3 (1980)

### Есеистика и документалистика
- Invasion of the Space Invaders (1982)
- The Moronic Inferno: And Other Visits to America (1986)
- Visiting Mrs Nabokov: And Other Excursions (1993)
- Experience (2000)
- The War Against Cliché: Essays and Reviews 1971-2000 (2001)
- Koba the Dread: Laughter and the Twenty Million (2002, за Йосиф Сталин)
- The Second Plane (2008)
- The Rub of Time: Bellow, Nabokov, Hitchens, Travolta, Trump. Essays and Reportage, 1986-2016 (October 2017)[1]